# Planaria
Planaria is een geslacht van platwormen uit de klasse van de Rhabditophora.

## Soorten
- Planaria adhaerens Korotneff, 1909
- Planaria albocingata Korotneff, 1912
- Planaria andina Borelli, 1895
- Planaria armeniaca Komarek, 1916
- Planaria barroisi Whitehouse, 1914
- Planaria bicingulata Korotneff, 1912
- Planaria chulunginensis Sabussow, 1903
- Planaria cincinata Korotneff, 1912
- Planaria cinerea Stimpson, 1857
- Planaria dagarensis Sabussow, 1903
- Planaria debilis Korotneff, 1912
- Planaria delineata Korotneff, 1912
- Planaria flava Delle Chiaje, 1822
- Planaria fontana Schrank, 1803
- Planaria fuliginosa Leidy, 1851
- Planaria fulvifrons Grube, 1872
- Planaria fuscomaculata Korotneff, 1912
- Planaria gigas Leuckart, 1828
- Planaria gracilis Haldeman, 1840
- Planaria ignorata Raspail, 1902
- Planaria incerta Korotneff, 1912
- Planaria kempi Whitehouse, 1913
- Planaria limuli Graff, 1879
- Planaria lucta Korotneff, 1912
- Planaria luteola Delle Chiaje, 1822
- Planaria macrocephala Fries, 1879
- Planaria melanocerca Korotneff, 1912
- Planaria melanopunctata Korotneff, 1912
- Planaria melanotorquis Korotneff, 1912
- Planaria nesidensis Delle Chiaje, 1822
- Planaria onegensis Sabussow, 1903
- Planaria papillifera Ijima & Kaburaki, 1916
- Planaria pellucida Ijima & Kaburaki, 1916
- Planaria polychroa Schmidt, 1861
- Planaria punctatum Carus, 1863
- Planaria rosea Müller OF, 1773
- Planaria rothii Braun, 1884
- Planaria sabussowi Korotneff, 1912
- Planaria savignyi Leuckart, 1828
- Planaria semifasciata Korotneff, 1912
- Planaria simplex Woodworth, 1896
- Planaria sinensis Stimpson, 1857
- Planaria subflava Korotneff, 1912
- Planaria torva (Müller, 1774)
- Planaria tremellaris Grube, 1840
- Planaria truncata (Leidy, 1851)
- Planaria unionicola Woodworth, 1897
- Planaria velellae Lesson, 1830
- Planaria wytegrensis Sabussow, 1907
- Planaria zeylanica Kelaart, 1858